# 日本国際観光学会
日本国際観光学会（にほんこくさいかんこうがっかい、英：Japan Foundation for International Tourism）は、観光学を主体とした日本の学会(任意団体)。略称は英称を省略した“JAFIT（ジャフィット）”。

## 略歴
- 1993年（平成5年） - 設立
- 2003年（平成15年） - 創立10周年を迎える
- 2013年（平成25年） - 創立20周年を迎える

## 全国大会
- 全国大会は毎年10月に開催される。

## 論文集
- 論文集は毎年3月（年度末）に刊行される。
- 自由論集は毎年8月に刊行される。

## 本部
- 〒102-0081 東京都千代田区四番町7-15 四番町ファインビル5階